# Hinding (Schöllnach)
Hinding ist ein Gemeindeteil des Marktes Schöllnach im niederbayerischen Landkreis Deggendorf.

## Lage
Der Ort liegt nordöstlich des Hauptortes Schöllnach und östlich von Taiding. Nordwestlich verläuft die St 2322 und südlich die DEG 11, westlich fließt der Fuchsbach und östlich der Kollmeringer Bach.

## Geschichte
Der Ort gehörte ursprünglich zur Gemeinde Taiding. Am 1. Januar 1972 wurde Taiding und damit auch Hinding im Zuge der Gebietsreform in Bayern in den Markt Schöllnach eingegliedert.

## Baudenkmal
Das vom Ende des 18. Jahrhunderts stammende ehemalige Bauernhaus Hinding 3 ist als Baudenkmal  geführt. Es ist ein erdgeschossiger Blockbau mit Flachsatteldach, hohem Kniestock und zweiseitig umlaufendem Baluster-Schrot.